# 대한민국 형법 제45조
대한민국 형법 제45조는 벌금에 대한 형법총칙의 조문이다.

## 조문
제45조(벌금) 벌금은 5만원 이상으로 한다. 다만, 감경하는 경우에는 5만원 미만으로 할 수 있다.  <개정 1995.12.29.>

第45條(罰金) 罰金은 5萬원 以上으로 한다. 다만, 減輕하는 경우에는 5萬원 미만으로 할 수 있다. <改正 1995.12.29.>

## 참고 문헌
- 신이철, 형법총론, 경찰승진연구회, 2005. ISBN 9788988777886
- 조현욱, 형법총론강의, 진원사, 2008 ISBN 9788990904621
- 손동권, 형법총론, 栗谷出版社, 2011. ISBN 9788991830936